# Championnat de Croatie féminin de basket-ball
Le Championnat de Croatie féminin de basket-ball (A-1 Liga Žene) est le plus haut niveau de compétition de basket-ball féminin en Croatie depuis 1991.

## Championnat 2014–2015
| #  | Équipe               | Ville       | Bilan |
| -- | -------------------- | ----------- | ----- |
| 1  | Medveščak            | Zagreb      | 18-2  |
| 2  | Ragusa PGM Dubrovnik | Dubrovnik   | 17-3  |
| 3  | ŽKK Kvarner          | Rijeka      | 17-3  |
| 4  | Zadar                | Zadar       | 13-7  |
| 5  | Trešnjevka 2009      | Zagreb      | 12-8  |
| 6  | Rockwool Pula        | Pula        | 11-9  |
| 7  | Split                | Split       | 8-12  |
| 8  | Croatia 2006 Zagreb  | Zagreb      | 7-13  |
| 9  | Novi Zagreb          | Novi Zagreb | 4-16  |
| 10 | Šibenik              | Šibenik     | 3-17  |
| 11 | Gospić               | Gospić      | 0-20  |

|  | Demi-finales             | Demi-finales |           |   | Finale | Finale |
|  | Demi-finales             | Demi-finales |           |   | Finale | Finale |
|  |                          |              |           |   |        |        |
|  |                          |              |           |   |        |        |
|  |                          |              |           |   |        |        |
|  | [1] Medveščak            | 2            |           |   |        |        |
|  | [1] Medveščak            | 2            |           |   |        |        |
|  | [4] Zadar                | 0            |           |   |        |        |
|  | [4] Zadar                | 0            | Medveščak | 3 |        |        |
|  |                          |              | Medveščak | 3 |        |        |
|  |                          | ŽKK Kvarner  | 2         |   |        |        |
|  | [2] Ragusa PGM Dubrovnik | ŽKK Kvarner  | 2         | 0 |        |        |
|  | [2] Ragusa PGM Dubrovnik |              |           | 0 |        |        |
|  | [3] ŽKK Kvarner          | 2            |           |   |        |        |
|  | [3] ŽKK Kvarner          | 2            |           |   |        |        |

## Championnat 2013–2014
| #  | Équipe               | Ville       | Bilan | Salle                                    |
| -- | -------------------- | ----------- | ----- | ---------------------------------------- |
| 1  | Novi Zagreb          | Novi Zagreb | 19-1  | Športska dvorana Trnsko (2,500)          |
| 2  | Medveščak            | Zagreb      | 17-3  | ŠŠD Pešćenica (600)                      |
| 3  | Rockwool Pula        | Pula        | 12-8  |                                          |
| 4  | Trešnjevka 2009      | Zagreb      | 12-8  | Športska dvorana Trešnjevka (1,000)      |
| 5  | Ragusa PGM Dubrovnik | Dubrovnik   | 11-9  | Športska dvorana Gospino polje (1,400)   |
| 6  | Šibenik              | Šibenik     | 11-9  | Dvorana Baldekin (1,500)                 |
| 7  | Studenac Omiš        | Omiš        | 10-10 | Dvorana OŠ "Josip Pupačić" (1,000)       |
| 8  | Zadar                | Zadar       | 9-11  |                                          |
| 9  | ŽKK Kvarner          | Rijeka      | 6-14  | Dinko Lukarić (500)                      |
| 10 | Split                | Split       | 3-17  |                                          |
| 11 | Gospić               | Gospić      | 0-20  | Gradska Skolska Sportska Dvorana (2,000) |

## Champions
| Season  | Champion            | Runner-up            | Result |
| ------- | ------------------- | -------------------- | ------ |
| 1991-92 | Split               | Montmontaža Zagreb   | [ 3 ]  |
| 1992-93 | Split               | Montmontaža Zagreb   | 2:1    |
| 1993-94 | Split               | Centar banka         | 2:0    |
| 1994-95 | Centar banka        | Montmontaža Zagreb   | [ 3 ]  |
| 1995-96 | Centar banka        | Montmontaža Zagreb   | 3:2    |
| 1996-97 | Šibenik Jolly       | Centar banka         | 3:2    |
| 1997-98 | Adriatic osiguranje | Šibenik Jolly        | 3:2    |
| 1998-99 | Montmontaža Zagreb  | Hrvatski Dragovoljac | 3:1    |
| 1999-00 | Gospić              | Montmontaža Zagreb   | 2:0    |
| 2000-01 | Croatia Zagreb      | Gospić               | 3:1    |
| 2001-02 | Gospić              | Montmontaža Zagreb   | 3:1    |
| 2002-03 | Šibenik Jolly       | Gospić               |        |
| 2003-04 | Gospić              | Šibenik Jolly        | 3:1    |
| 2004-05 | Croatia Zagreb      | Šibenik Jolly        |        |
| 2005-06 | Gospić              | Šibenik Jolly        | 3:2    |
| 2006-07 | Šibenik Jolly       | Gospić               | 3:2    |
| 2007-08 | Šibenik Jolly       | Gospić               | 3:1    |
| 2008-09 | Gospić              | Šibenik Jolly        | 3:1    |
| 2009-10 | Gospić              | Šibenik Jolly        | 3:0    |
| 2010-11 | Gospić              | Šibenik Jolly        | 3:0    |
| 2011-12 | Gospić              | Šibenik Jolly        | 3:0    |
| 2012-13 | Novi Zagreb         | Gospić               | 3:2    |
| 2013-14 | Medveščak           | Novi Zagreb          | 3:1    |
| 2014-15 | Medveščak           | Kvarner              | 3:2    |

## Liste des champions
- Incluant les tiltes en Yougoslavie et Croatie

| Equipe              | Champion | Finaliste | Nombre de titres                               | Nombre de fois finaliste                                                           |
| ------------------- | -------- | --------- | ---------------------------------------------- | ---------------------------------------------------------------------------------- |
| Gospić              | 8        | 5         | 2000, 2002, 2004, 2006, 2009, 2010, 2011, 2012 | 2001, 2003, 2007, 2008, 2013                                                       |
| Šibenik             | 5        | 11        | 1991, 1997, 2003, 2007, 2008                   | 1988, 1989, 1990, 1998, 2004, 2005, 2006, 2009, 2010, 2011, 2012                   |
| Croatia 2006 Zagreb | 5        | 2         | 1995, 1996, 1998, 2001, 2005                   | 1994, 1997                                                                         |
| Trešnjevka 2009     | 4        | 14        | 1967, 1982, 1983, 1999                         | 1963, 1966, 1976, 1979, 1980, 1981, 1984, 1985, 1992, 1993, 1995, 1996, 2000, 2002 |
| Split               | 4        | 5         | 1992, 1993, 1994, 1998                         | 1950, 1953, 1954, 1955, 1957                                                       |
| Medveščak           | 2        | –         | 2014, 2015                                     | –                                                                                  |
| Novi Zagreb         | 1        | 2         | 2013                                           | 1999, 2014                                                                         |
| Zadar               | –        | 1         | –                                              | 1947                                                                               |
| Lokomotiva Zagreb   | –        | 1         | –                                              | 1952                                                                               |
| Kvarner Rijeka      | –        | 1         | –                                              | 2015                                                                               |